# Чемпионат Мексики по футболу (Второй дивизион)
Чемпиона́т Ме́ксики по футбо́лу (Второй дивизион) (исп. Segunda División de México, Сегу́нда Дивисьо́н) — третий уровень в системе профессиональных футбольных лиг Мексики. Состоит из двух лиг: Лига Премьер де Ассенсо и Лига де Нуэвос Талентос, каждая разделённая на две группы. В сезоне 2012/13 Сегунду представляют 58 команд: самостоятельные футбольные клубы и фарм-клубы команд Лиги МХ и Ассенсо МХ.
Клубы Премьер де Ассенсо играют за повышение и понижение — один клуб выходит в Ассенсо МХ, один клуб понижается в Третий Дивизион. В чемпионате Нуэвос Талентос (Новые Таланты) участвуют фарм-клубы. Задача Нуэвос Талентос — развитие молодых талантов, эти клубы не заинтересованы в повышении в вышестоящую лигу (хотя один понижается в Терсеру).
В сезоне Клаусура 2013 (второй части сезона 2012/2013) в Премьер Ассенсо участвуют 32 клуба — 16 в первой группе и 16 во второй группе, а в Нуэвос Талентос участвуют 26 клубов — 14 в первой группе и 12 во второй группе.